# Juan de Médici (1360-1429)
Juan de Médici o Giovanni di Bicci de' Medici (en italiano)  (Florencia, 1360-20 de febrero de 1429) fue un banquero de la Edad Media, fundador de la poderosa familia Médici de Florencia, padre de Cosme de Médici (Pater Patriae)  y bisabuelo de Lorenzo de Médici (El magnífico).

## Biografía
Juan era hijo de Averardo de Médici, del que poco se conoce, y no había nacido rico; el poco dinero dejado por su padre debió dividirse entre la viuda y cinco hijos. 
Tuvo algún interés en política, por lo menos en lo relativo a las cuestiones que podían afectar a su banco. Aunque fue convocado varias veces a participar en el gobierno de Florencia, prefería los negocios, y sólo prestó servicios como confaloniero durante un período de dos meses en 1421. dede. 
Juan fue la cabeza del banco familiar, que representaba su principal interés comercial, realizando operaciones a través de las ciudades-estado del norte de Italia y más lejos. 
En 1410 previó el retorno del papado a Roma. Giovanni de Médici se acerca a Baltassare Cossa y le ofrece su apoyo y el respaldo de su banco en su camino al papado. En 1410 Cossa se convierte en Juan XXIII (antipapa), como recompensa a su apoyo, el Banco Medici pasó a ser el Banco de la iglesia. Luego de la abdicación de Juan XXIII los sucesivos papas siguieron utilizando los servicios del banco Médici. Gozó además el privilegio de recaudar impuestos agrícolas y el derecho de explotación de varios yacimientos de alumbre.

## Mecenazgo
Juan de Médici fue el primer mecenas —patrocinador financiero de arte— de la familia Médici, ayudó a Masaccio, y ordenó la reconstrucción de la basílica de San Lorenzo de Florencia.

## Descendencia
Casado con Piccarda Bueri en 1386, tuvo cuatro hijos.
- Cosme de Médici, el Viejo, (1389-1464), que heredó la fortuna paterna.[4]
- Lorenzo el Viejo (1394-1440) del cual se derivó la rama Popolana.
- Antonio (m. 1398), muerto al nacer.
- Damiano (m. 1390), muerto al nacer.

## Representaciones culturales
En la primera temporada de Los Medici, Señores de Florencia es representado por Dustin Hoffman.